# La Fiancée des neiges
Pour plus de détails, voir Fiche technique et Distribution.
La Fiancée des neiges (Snow Bride) est un téléfilm de Noël américain réalisé par Bert Kish, diffusé le 9 novembre 2013 sur Hallmark Channel.

## Synopsis
Greta Kaine est une des meilleures journalistes du magazine people "Pulse" et est en compétition avec Wesley Sharp pour obtenir la direction de l'édition numérique de "Pulse". Lou Blanco, leur patron, offrira le poste au premier des deux qui rapportera un scoop sur la famille Tannenhill, de riches politiciens : la rumeur dit qu'un des deux frères ne tarderait pas à se fiancer.
Alors qu'elle va chercher la robe de mariée de sa sœur au pressing en revenant de la salle de sport, Greta apprend que Wesley est déjà sur une piste. Sans prendre la peine de passer prendre des affaires chez elle, Greta décide de se rendre directement chez les Tannenhill. Seulement, c'est la veille de Noël, il neige, et sa voiture se retrouve embourbée et en panne. Elle n'a pas de réseau pour joindre une dépanneuse et se retrouve donc seule dans le froid en mini short. Sa seule échappatoire est d'enfiler la robe de mariée de sa sœur et de se rendre à pied jusqu'à la maison la plus proche.
Seulement, Greta glisse du haut d'un talus et fini évanouie au pied d'un chalet. Par chance, elle découvre qu'elle a été recueillie par Ben Tannenhill qui la prend pour une fiancée en fuite. Greta va se servir de cette idée et grâce à un autre coup de sort qui pousse Ben à la faire passer pour sa petite amie, Greta va s'infiltrer dans la famille Tannenhill. Mais elle va vite comprendre qu'il ne faut pas se fier à des préjugés et regretter de mentir à Ben, auquel elle s'attache très vite.

## Fiche technique
- Titre original : Snow Bride
- Titre français : La Fiancée des neiges
- Réalisation : Bert Kish
- Producteur : Jennifer Glynn
- Scénario : Tracy Andreen
- Photographie : Brooks Ludwic
- Musique : Russ Howard III
- Producteur exécutif : Scott Anderson, Lee Friedlander, Thimoty O. Johnson et Michael Vickermann
- Producteur Designer : Susie Mancini
- Distributeur : Hallmark Channel
- Pays d'origine :  États-Unis
- Format : couleur
- Genre : familial
- Durée : 92 minutes
- Date de sortie :  États-Unis : 9 novembre 2013
- Date de diffusion :  France : 20 décembre 2014 à 14 h 45 sur TF1

## Distribution
- Katrina Law (VF : Victoria Grosbois) : Greta Kaine
- Jordan Belfi (VF : Sylvain Agaësse) : Ben Tannenhill
- Patricia Richardson (VF : Josiane Pinson) : Maggie Tannenhill, mère de Ben
- Bobby Campo (VF : Fabrice Fara) : Jared Tannenhill, frère de Ben
- Dana Barron (VF : Laurence Breheret) : Doria, sœur de Greta
- George Wyner (VF : Michel Dodane) : Lou Blanco, rédacteur en chef de Pulse
- Tom Lenk (VF : Laurent Morteau) : Wesley Sharp, rival de Greta
- Robert Curtis Brown (VF : Bernard Lanneau) : Peters, ami des Tannenhill
- Susie Abromeit (VF : Charlotte Marin) : Claire Sinclaire, ex-fiancée de Ben
- Tania Gunadi (VF : Claire Baradat) : Julie, assistante de Greta
- Billy Marquart : cousin Eddie
- Glenn Gordon : Steve